# Delcsevo
Delcsevo városa az azonos nevű község székhelye Észak-Macedóniában.

## Népesség
Delcsevo városának 2002-ben 11 500 lakosa volt, melyből 10 761 macedón, 564 cigány, 97 török, 25 szerb, 7 albán, 3 vlach és 43 egyéb nemzetiségű.
Delcsevo községnek 2002-ben 17505 lakosa volt, melyből 16 637 macedón (95%), 651 cigány, 122 török és 95 egyéb nemzetiségű.

## A községhez tartozó települések
- Delcsevo
- Bigla (Delcsevo)
- Vetren
- Vircse
- Vratiszlavci
- Gabrovo (Delcsevo)
- Grad (Delcsevo)
- Dramcse
- Zvegor
- Ilijovo
- Kiszelica (Delcsevo)
- Koszovo Dablye
- Novi Isztevnik
- Ocsipala
- Poleto
- Razlovci
- Szelnik
- Sztamer
- Sztari Isztevnik
- Trabotiviste
- Turija (Delcsevo)
- Csiflik (Delcsevo)